# Maximilian Dörnbach
Maximilian Dörnbach (né le 24 décembre 1995 à Heilbad Heiligenstadt dans le Land de Thuringe en Allemagne) est un coureur cycliste allemand, spécialiste des épreuves de vitesse, de vitesse par équipes, du keirin et du kilomètre sur piste. Il a notamment été champion du monde du kilomètre juniors en 2013.

## Vie privée
Il est en couple avec Emma Hinze, une cycliste allemande spécialiste de la piste.

## Palmarès

### Jeux olympiques
- Paris 2024
  - 6e de la vitesse par équipes

### Championnats du monde
- Londres 2016
  - 10e du kilomètre
- Hong Kong 2017
  - 7e du kilomètre
  - 13e du keirin (éliminé au repêchage du premier tour)[2]
- Apeldoorn 2018
  - 19e du keirin[3]
- Pruszków 2019
  - 4e de la vitesse par équipes
  - 22e de la vitesse (éliminé en seizième de finale)[4]

### Championnats du monde juniors
| Édition / Épreuve | Kilomètre | Vitesse par équipes |
| Glasgow 2013      | Or        | Bronze              |

### Coupe du monde
- 2016-2017
  - 1er de la vitesse par équipes à Cali (avec Robert Förstemann, Max Niederlag et Eric Engler)
  - 2e du kilomètre à Cali

### Coupe des nations
- 2022
  - 1er du kilomètre à Cali
- 2023
  - 2e du keirin à Milton

### Championnats d'Europe
| Édition / Épreuve          | Kilomètre | Keirin | Vitesse individuelle | Vitesse par équipes                      |
| Anadia 2012 (juniors)      |           |        |                      | Or (avec Richard Aßmus et Jan May)       |
| Anadia 2013 (juniors)      | Argent    |        | Or                   | Or (avec Jan May et Patryk Rahn)         |
| Anadia 2014 (espoirs)      | 5e        | 10e    |                      | Bronze                                   |
| Athènes 2015 (espoirs)     | Or        | 5e     |                      | Or (avec Richard Aßmus et Max Niederlag) |
| Granges 2015               | 4e        |        |                      |                                          |
| Montichiari 2016 (espoirs) | Or        | 9e     |                      | Bronze                                   |
| Glasgow 2018               | 5e        |        |                      |                                          |
| Munich 2022                | Bronze    | Argent | 7e                   | 5e                                       |
| Granges 2023               | Bronze    | 13e    | 7e                   | 4e                                       |
| Heusden-Zolder 2025        | Argent    | Argent |                      |                                          |

### Championnats d'Allemagne
- 2011
  -  Champion d'Allemagne de vitesse individuelle cadets
- 2012
  -  Champion d'Allemagne de vitesse individuelle juniors
  -  Champion d'Allemagne de vitesse par équipes juniors (avec Richard Aßmus et Nikolai Hoffmeister)
  -  Champion d'Allemagne du kilomètre juniors
  -  Champion d'Allemagne du keirin juniors
- 2015
  -  Champion d'Allemagne du kilomètre
  - 2e du keirin
  - 2e de la vitesse par équipes
- 2017
  -  Champion d'Allemagne du kilomètre
  -  Champion d'Allemagne de vitesse par équipes (avec Erik Balzer et Maximilian Levy)
  - 3e du keirin
- 2018
  -  Champion d'Allemagne du kilomètre
  -  Champion d'Allemagne de vitesse individuelle
  -  Champion d'Allemagne de vitesse par équipes (avec Nik Schröter et Maximilian Levy)
- 2019
  -  Champion d'Allemagne de vitesse individuelle
  -  Champion d'Allemagne de vitesse par équipes (avec Marc Jurczyk, Nik Schröter et Maximilian Levy)
- 2022
  -  Champion d'Allemagne du kilomètre
  -  Champion d'Allemagne de vitesse par équipes (avec Nik Schröter et Anton Höhne)
- 2023
  -  Champion d'Allemagne du kilomètre
  -  Champion d'Allemagne du keirin
  -  Champion d'Allemagne de vitesse individuelle
  -  Champion d'Allemagne de vitesse par équipes (avec Nik Schröter et Anton Höhne)
- 2025
  -  Champion d'Allemagne du kilomètre
  -  Champion d'Allemagne de vitesse individuelle